# União para a Mudança
União para a Mudança é um partido político de Guiné-Bissau.

## História
A UM foi criada em 1994 como uma aliança de seis partes; Frente Democrática (FD), Partido Democrático do Progresso (PDP), Frente Social Democrática (FDS), Liga da Guiné para Proteção Ecológica (LIPE), Partido de Renovação e Desenvolvimento (PRD) e Movimento de Unidade para a Democracia (MUD). Foi liderado por Amin Michel Saad, líder do PDP. Nas eleições gerais de 1994, o partido apresentou o candidato presidencial Bubacar Rachid Djaló, do LIPE. Djaló terminou em sexto com 3% dos votos, mas nas eleições parlamentares a aliança recebeu 13% dos votos e conquistou seis cadeiras na Assembléia Popular Nacional. Após a guerra civil em 1998 e 1999, o FD deixou a União para se juntar à Aliança Democrática. O FDS também deixou a União para disputar apenas as eleições gerais de 1999-2000. As eleições viram a aliança nomear Djaló como candidato à presidência pela segunda vez. Ele novamente recebeu apenas 3% dos votos, e o partido também perdeu três de seus assentos na Assembléia Popular Nacional. Em 2002, o LIPE deixou a União para ingressar na União Eleitoral.  As eleições parlamentares de 2004 viram o partido perder seus três lugares restantes e não indicou um candidato para as eleições presidenciais nas eleições presidenciais de 2005. Antes das eleições parlamentares de 2008, a UM se juntou à coalizão mais ampla da Aliança das Forças Patrióticas, que não conseguiu um assento na Assembléia. Até então, o MUD e o PRD haviam se tornado inativos. A aliança não nomeou candidatos para as eleições presidenciais de 2009 ou 2012, mas voltou a disputar as eleições parlamentares de 2014, ganhando um único assento.Em 2019 voltou a ganhar um assento nas legislativas. 